# Голубянка дагестанская
Голубянка дагестанская (лат. Polyommatus (Agrodiaetus) dagestanicus) — дневная бабочка из семейства голубянок. Длина переднего крыла 16—19 мм.

## Этимология названия
Dagestanicus (топонимическое) — дагестанская.

## Замечания по систематике
По внешним признакам и особенностям биологии вид является очень близким к Polyommatus phyllis (Christoph, 1877) и был первоначально описан в качестве подвида: Polyommatus (Agrodiaetus) phyllis dagestanica Forster, 1960. Типовая местность — Хаджал-Махи, Дагестан. Исследование кариотипа показало, что число хромосом бабочек из Дагестана 40, тогда как у армянских Agrodiaetus phyllis sheljuzhkoi — 79—80. На основании этой разницы в кариотипе таксону был присвоен статус вида.

## Ареал
Высокогорья Дагестана, Гимринский и Андийский хребта. Крупная популяция населяет хребет Чонкатау. Бабочки встречаются на высотах от 600 до 2200 метров над уровнем моря. Вид встречается локально, но обычно в большом количестве.
Встречается на каменистых и ксерофитных степях, на остепненных горных лугах. Многочисленные популяции обитают в предгорных ущельях на высотах около 800—1000 метров над уровнем моря, населяя нагорно-ксерофитные участки с трагакантами и шалфеем (Salvia canescens). На хребте Чонкатау вид обитает на высоте от 600 до 2200 метров над уровнем моря.

## Биология
За год развивается в одном поколение. Время лёта бабочек с начала июня до середины августа, иногда до начала сентября. Кормятся на соцветиях шалфея. Бабочки активны примерно с утра до 15:00, а во второй половине дня — сидят на цветах. На ночь бабочки устраиваются на стеблях трав, головой вниз. Самцы иногда могут собираются по берегам луж и ручьев на влажной почве. Самки откладывают яйца поштучно на листья и стебли кормовых растений — эспарцета колючего (Dendrobrychis cornuta). Зимует гусеница первого возраста. Окукливаются свободно на верхнем слое почвы.